# Tổ chức quản lí biển
Tổ chức Quản lý Biển hay gọi tắt là MMO, một cơ quan hành pháp phi bộ phận ở Vương quốc Anh được thành lập theo Đạo luật Tiếp cận Biển, Bờ biển 2009, với trách nhiệm về các vùng biển của nước Anh. MMO tồn tại để làm ra một đóng góp đáng kể vào sự phát triển bền vững vào trong lĩnh vực hàng hải, để thúc đẩy tầm nhìn của Chính phủ Anh cho đại dương sạch, lành mạnh, an toàn, hiệu quả, đa dạng sinh học và biển. Mục đích MMO tập trung tất cả các hoạt động và nguồn lực để đáp ứng nhiệm vụ của nó để tạo điều kiện cho tăng trưởng bền vững trong lĩnh vực hàng hải của Anh thông qua 5 kết quả chiến lược:
- 1. Doanh nghiệp Marine hỗ trợ tăng trưởng bền vững trong nền kinh tế vương quốc Anh
- 2. Môi trường biển được bảo vệ cho thế hệ hiện tại, tương lai
- 3. Các cộng đồng ven biển đang phát triển mạnh, gắn bó
- 4. Các quyết định của chúng tôi được tin cậy
- 5. Một cơ quan công quyền hiệu quả cao

## Vai trò, trách nhiệm
MMO không phụ thuộc vào chính phủ với tư cách là một tổ chức công không thuộc sở (NDPB). Quyền hạn của mình kích hoạt nó để thiết lập một hệ thống quy hoạch biển và một chế độ cấp giấy phép hàng hải quản lí năng lực đội tàu đánh cá,hạn ngạch thủy sản làm việc với Ủy ban bảo tồn thiên nhiên để tạo và quản lí một mạng lưới các khu bảo tồn biển (Khu bảo tồn biển và các địa điểm biển ở Châu Âu) được thiết kế để bảo vệ các môi trường sống dễ bị tổn thương,các loài ở vùng biển Anh, đáp ứng với tình trạng khẩn cấp cùng với các cơ quan khác, phát triển một trung tâm quốc tế công nhận xuất sắc để biết thông tin biển để hỗ trợ cho quá trình ra quyết định
Các tổ chức tương đương ở những nơi khác ở Vương quốc Anh bao gồm Marine Scotland và Welsh Marine and Fish Division.

## Lịch sử
MMO được thiết lập vào ngày 1 tháng 4 năm 2010 bởi Đạo luật Tiếp cận Biển, Bờ biển 2009. MMO đã kết hợp công việc của Cơ quan hàng hải, Thủy sản, và có một số vai trò quan trọng khác, quy hoạch chỉ yếu hàng hải, quyền hạn hàng hải khác có liên quan đến biển và các chức năng cụ thể trước đây được liên quan đến Bộ Năng lượng và Biến đổi khí hậu và các Sở Giao thông, bao gồm cả đơn đặt hàng bến cảng và công trình liên quan đến lắp đặt năng lượng tái tạo.

## Hoạt động

### Quy hoạch biển
Kế hoạch hóa biển là một cách tiếp cận mới để quản lí các vùng biển ở Anh. Mục đích là để đảm bảo một tương lai bền vững cho vùng biển ven bờ và xa bờ thông qua quản lí và cân bằng các hoạt động nhiều, nguồn lực tài sản trong môi trường biển của chúng tôi. Có 11 khu vực quy hoạch ở Anh với hai khu vực ở Tây Bắc hợp nhất để tạo thành một khu vực duy nhất.

### Cấp phép hàng hải
Giấy phép biển được yêu cầu theo Đạo Luật Tiếp cận biển và Bờ biển 2009 cho nhiều hoạt động liên quan đến việc gửi, loại bỏ một số chất hoặc đối tượng dưới suối nước cao trung bình đánh dấu hoặc trong bất kì sông thủy triều trong phạm vi ảnh hưởng đến thủy triều. Điều này có thể được xây dựng một cảng hoặc gió trang trại, nạo vét kênh của một hoặc đặt đường ống trên đáy biển.Có rất nhiều hoạt động thể cấp giấy phép cũng như miễn giảm từ đòi hỏi một giấy phép biển.
Hệ thống cấp phép hàng hải trực tuyến  đã chạy từ ngày 6 tháng 4 năm 2011. Hệ thống này nhằm mục đích làm cho việc xin giấy phép hàng hải rõ ràng hơn, đơn giản hơn và đưa ra quyết định nhanh hơn.

### Quản lý thủy sản
Giấy phép vấn đề MMO và quản lý tàu cho tàu Anh. Tất cả các tàu thương mại Anh cần phải được đăng ký với cơ quan đăng ký tàu biển và thủy thủ, trong đó có trụ sở tại Cardiff và một phần của Cơ quan Hàng hải và Coastguard của Cục Giao thông vận tải.
MMO ban hành các biến thể của giấy phép để phản ánh những thay đổi về điều kiện giấy phép, giới hạn hạn ngạch và việc đóng mở các vùng biển.
Các bộ MMO cá hạn ngạch để giúp đạt được các mục tiêu của Chính sách Thủy sản chung cho việc bảo tồn và quản lý bền vững nguồn tài nguyên cá. hạn ngạch của Anh được chia sẻ giữa 23 tổ chức sản xuất (ngành), hạm đội ven bờ (dưới 10 tàu mét) và tàu không thành viên của một tổ chức sản xuất (các phi ngành). Những vấn đề MMO giới hạn hàng tháng bắt cho dưới 10 mét và không khu vực và mục đích sử dụng cá biến giấy phép tàu để mở,thủy sản trên các vùng biển gần cụ thể.

### Giám sát và thực thi nghề cá
MMO tọa độ một chương trình thực thi để giám sát, kiểm soát  giám sát tất cả các hoạt động đánh bắt cá biển trong giới hạn ngư Anh xung quanh bờ biển nước Anh,  các tàu Anh hoạt động bên ngoài những vùng biển này. Điều này bao gồm xử phạt hành chính tài chính đối với hành vi phạm tội thủy sản, đóng cửa khu vực biển, hệ thống ghi âm điện tử, truy tố thủy sản, người mua đã đăng ký bán Scheme, giám sát vệ tinh  đánh bắt cá bất hợp pháp, không báo cáo và không theo quy định.

### Bảo vệ môi trường
MMO quản lý việc phê duyệt các sản phẩm xử lý dầu tràn nói chung và trong một sự cố ô nhiễm biển. MMO cũng duy trì Kế hoạch Dự phòng Ô nhiễm Biển.
MMO đưa ra các biện pháp quản lý để cấm hoặc hạn chế một số hoạt động nhất định nhằm nâng cao mục tiêu bảo tồn các địa điểm biển của Châu Âu, chẳng hạn như khu vực bảo tồn đặc biệt (SAC) và khu vực bảo vệ đặc biệt (SPA), được bảo vệ theo EC Chỉ thị về Môi trường sống và Chỉ thị về Chim.
MMO cấp giấy phép cho động vật hoang dã  trong môi trường biển Anh hoặc môi trường ngoài khơi xứ Wales, nơi hoạt động đáp ứng các mục đích nhất định và không có giải pháp thay thế thỏa đáng.